# Lappträsk
Lappträsk (finsk: Lapinjärvi, svensk: Lappträsk) er en kommune i den østlige del af Nylands landskab i Finland. Lappträsk kommune blev grundlagt i 1575. Kommunen har sandsynligvis fået sit navn efter søen Lappträsket. Kommunen grænser til kommuner Mörskom, Orimattila, Kouvola og Lovisa by. Kommuner har cirka 2 580 indbyggere og et areal på 339,31 km². Lappträsk kommunes sproglige status er tosproget, hvor finsk er majoritetssproget (62,8 %) og svensk er minoritetssproget (33,1 %).
Det er sandsynligt, at svenskere fra hovedsageligt Svealand flyttede til Østlige Nyland omkring midten af 1200-tallet. I år 1414 nævnes Sankt Lars kapel i Lappträsk. Kong Johan III besluttede den 15. september 1575, at Lappträsk skulle blive en selvstændig menighed inden for Viborgs stift.